# Albert II de Brandebourg-Ansbach
Pour les articles homonymes, voir Albert II.
Albert II (18 septembre 1620, Ansbach – 22 octobre 1667, Ansbach) est margrave de Brandebourg-Ansbach de 1634 à sa mort.

## Biographie
Albert est le deuxième fils du margrave Joachim-Ernest de Brandebourg-Ansbach et de son épouse Sophie de Solms-Laubach. En 1625, son frère aîné Frédéric succède à leur père. Frédéric est tué le 6 septembre 1634 à la bataille de Nördlingen et Albert lui succède à son tour. Comme il est encore mineur, sa mère assure la régence jusqu'en 1639.

## Mariages et descendance

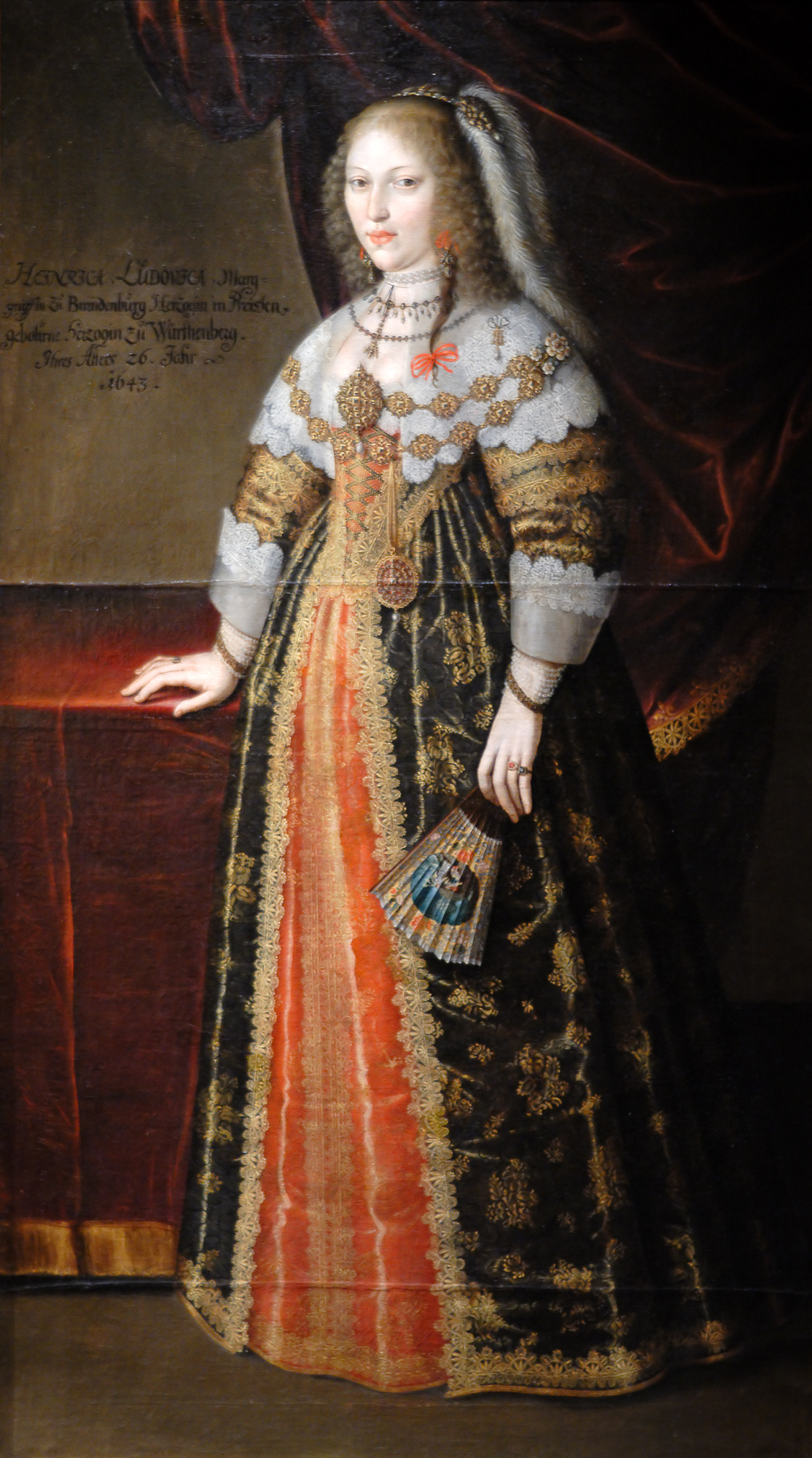
Henriette-Louise de Wurtemberg, première femme d'Albert de Brandebourg-Ansbach.

Le 31 août 1642, Albert de Brandebourg-Ansbach épouse à Stuttgart Henriette-Louise (1623-1650), fille du duc Louis-Frédéric de Wurtemberg. Trois enfants sont nés de cette union :
- Sophie-Élisabeth (1643-1643) ;
- Albertine-Louise (1646-1670) ;
- Sophie-Amélie (1649-1649).

Veuf, il se remarie le 15 octobre 1651 à Oettingen avec Sophie-Marguerite (1634-1664), fille du comte Joachim-Ernest d'Oettingen-Oettingen. Cinq enfants sont nés de cette union :
- Louise-Sophie (1652-1668) ;
- Jean-Frédéric (1654-1688) ;
- Albert-Ernest (1659-1674) ;
- Dorothée Charlotte de Brandebourg-Ansbach (1661-1705), épouse en 1687 le landgrave Ernest-Louis de Hesse-Darmstadt ;
- Éléonore-Julienne de Brandebourg-Ansbach (1663-1724), épouse en 1682 le duc Frédéric-Charles de Wurtemberg-Winnental.

De nouveau veuf, il épouse en troisièmes noces le 6 août 1665 à Durlach Christine de Bade-Durlach (1645-1705), fille du margrave Frédéric VI de Bade-Durlach. Ils n'ont pas d'enfants.